# St. Columba's School (Dillí)
St. Columba's School je škola v Dillí (Indie), která byla postavena v roce 1942 a je jednou z dvanácti škol pod vedením indické provincie Congregation of Christian Brothers, která byla založena blahoslaveným Edmundem Ricem, římskokatolickým misionářem a učitelem. Je zde od roku 1991 zaveden systém vzdělání C.B.S.E.. St. Columba's se nachází v centru Dillí. Škola přijímá pouze chlapce.

## Významní absolventi

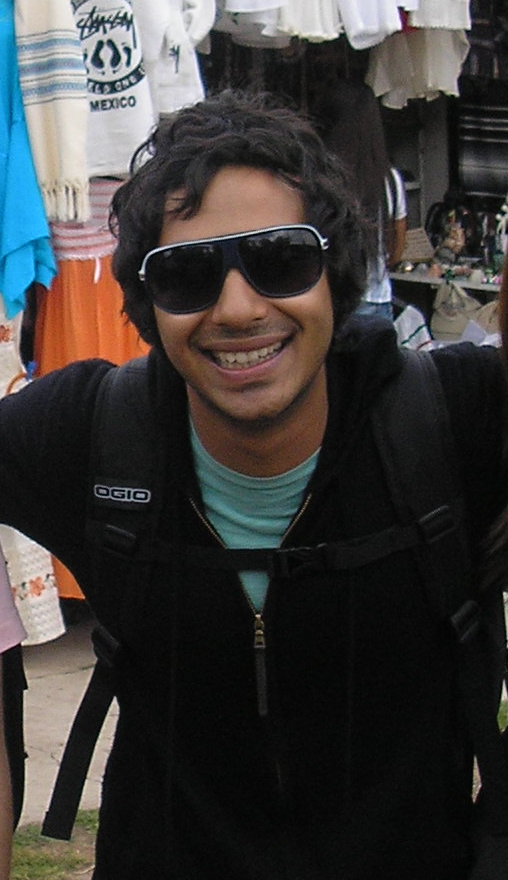
Kunal Nayyar, herec a absolvent školy

- Sanjay Gandhi – Indický národní kongres, politik a syn ministerské předsedkyně Indiry Gándhíové[3]
- Ráhul Gándhí – hlavní tajemník, Indický národní kongres politik a syn ministerského předsedy Rádžíva Gándhího a Sonii Gandhíové, předsedkyně Indického národního kongresu[4]
- Shah Rukh Khan – bollywoodský herec a držitel ceny Columban Sword of Honour[5]
- Rajeev Motwani – profesor informatiky, Stanfordova univerzita[6]
- Dr. Sharik Currimbhoy – spisovatel a viceprezident skupiny Shahnaz Husain
- Cyrus Sahukar – herec
- Dr. Palash Sen – zpěvák
- Sudeep Sen – spisovatel
- Rahul Dev – model
- Kunal Nayyar – herec, scenárista
- Probir Pande Rao – řídící pracovník UBS India[7]
- Deep Kalra – zakladatel Makemytrip.com
- Arjun Mathur – herec
- Amit Burman – vicepředseda Dabur Group
- Amit Khanna – předseda Reliance Entertainment Ltd.[7]
- Brijendra Mohan Bali – maršál Ati Vishist Seva Medal VM[7]
- Deepak Chopra – Top 100 ikona století podle Time Magazine
- Deepak Seth – předseda Pearl Global Limited[7]
- Dhananjaya Y. Chandrachud – soudce nejvyššího soudu v Bombay
- G. C. Thadani – kontradmirál[7]
- J. P. Pinto BR. – lídr Congregation of Christian Brothers v Římě[7]
- Lalit Suri – hlavní předseda a řídící manažer Bharat Hotels Limited
- Sonu Mirchandani – předseda Onida Group of Companies[7]
- Venkat Sundram – manažer indického kriketového týmu[7]
- Vivek Razdan – hráč kriketu
- Mahesh Rangarajan – historik a politický analytik
- Rahul Pande Rao – kapitán indického juniorského golfového týmu a indického amatérského golfového týmu[7]
- Dhruv Shringi – spoluzakladatel CEO of Yatra.com[7]